# Barbara Levick
Barbara Mary Levick, född 21 juni 1931 i London, död 6 december 2023, var en brittisk historiker och epigrafiker som skrev om romersk historia. Hon har publicerat biografier om bland andra Claudius och Nero.